# Ndjim
Ndjim är ett vattendrag i Kamerun.   Det ligger i regionen Centrumregionen, i den centrala delen av landet, 90 km norr om huvudstaden Yaoundé.